# Kuldsejleren
Kuldsejleren er en film med ukendt instruktør.